# Leonor de Saboia
Leonor Maria Teresa de Saboia (em italiano: Eleonora Maria Teresa di Savoia; Turim, 28 de fevereiro de 1728 – Moncalieri, 14 de agosto de 1781) era uma princesa de Saboia, era a filha mais velha de Carlos Emanuel III da Sardenha e de sua segunda esposa Polixena de Hesse-Rotenburg.

## Biografia

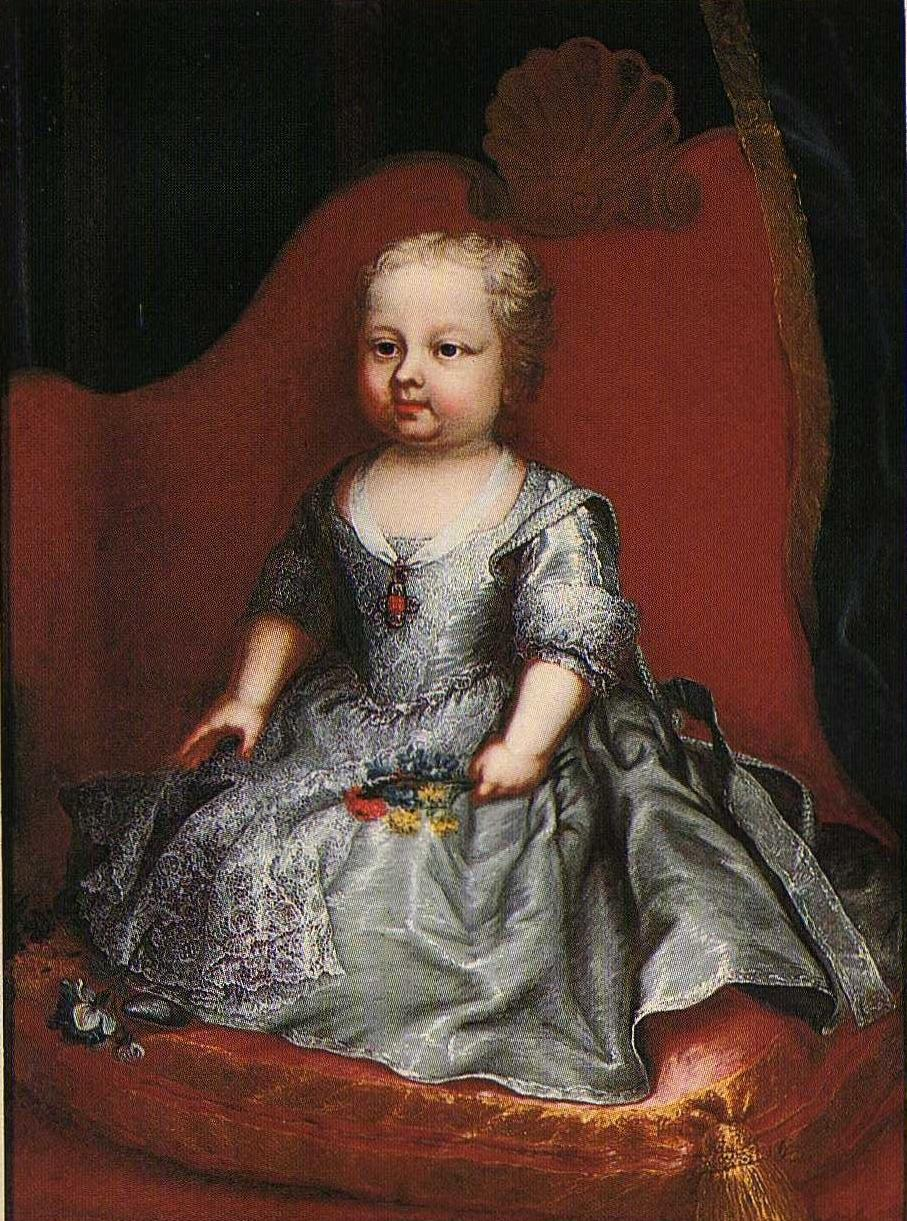
Maria Teresa de Saboia em criança, por Maria Giovanna Clementi, 1731.

Leonor Maria Teresa de Saboia nasceu no dia 28 de fevereiro de 1728 no Palácio Real, em Turim, como a segunda criança e primeira filha de Carlos Emanuel III da Sardenha e de sua segunda esposa, a princesa alemã Polixena de Hesse-Rotemburgo. Ela recebeu o seu primeiro nome em homenagem à sua avó materna, a princesa Leonor de Löwenstein-Wertheim-Rochefort.
Entre seus primos maternos incluíam Vítor Amadeu II, Príncipe de Carignano e sua irmã mais nova, a futura princesa de Lamballe, Maria Luísa, ambas nascidas na corte da Saboia. Seus primos paternos incluíram o rei Fernando VI, que era o rei da Espanha no momento do nascimento.
Ela nasceu para um casamento relativamente feliz entre seus pais. Sua avó paterna Ana Maria de Orleães morreu em agosto de 1728 quando Maria Teresa tinha seis meses de idade.
Sua mãe morreu em 1735 quando Maria Teresa tinha seis anos. Assim, ela era a mais alta do sexo feminino na corte Saboia até o casamento de seu irmão, o futuro Vítor Amadeu III com a infanta espanhola Maria Antonieta de Bourbon em 1750.
Maria Teresa e sua irmã Maria Luisa foram propostas como noivas para Luís, Delfim da França, filho mais velho de Luís XV da França, que era seu primo em primeiro grau. O casamento nunca se materializou devido a negociações de casamento com os espanhóis, que levaram o delfim a casar-se com Maria Teresa Rafaela de Bourbon, uma irmã mais velha de Maria Antonieta de Bourbon em 1744.
Suas duas sobrinhas, as princesas Maria Josefina de Saboia e Maria Teresa de Saboia, mais tarde se casaram com dois dos filhos de Luís, Delfim da França em 1771 e 1773, respectivamente.
A princesa Maria Teresa morreu solteira no Castello di Moncalieri aos cinquenta e três anos de idade. Ela foi enterrada na Basílica de Superga com vista para Turim. Sua cunhada Maria Antonieta de Bourbon morreu em Moncalieri em 1785.

## Títulos e estilos
- 28 de fevereiro de 1728 – 14 de agosto de 1781: Sua Alteza Real, a Princesa Maria Teresa de Saboia